# Бау, Иосиф

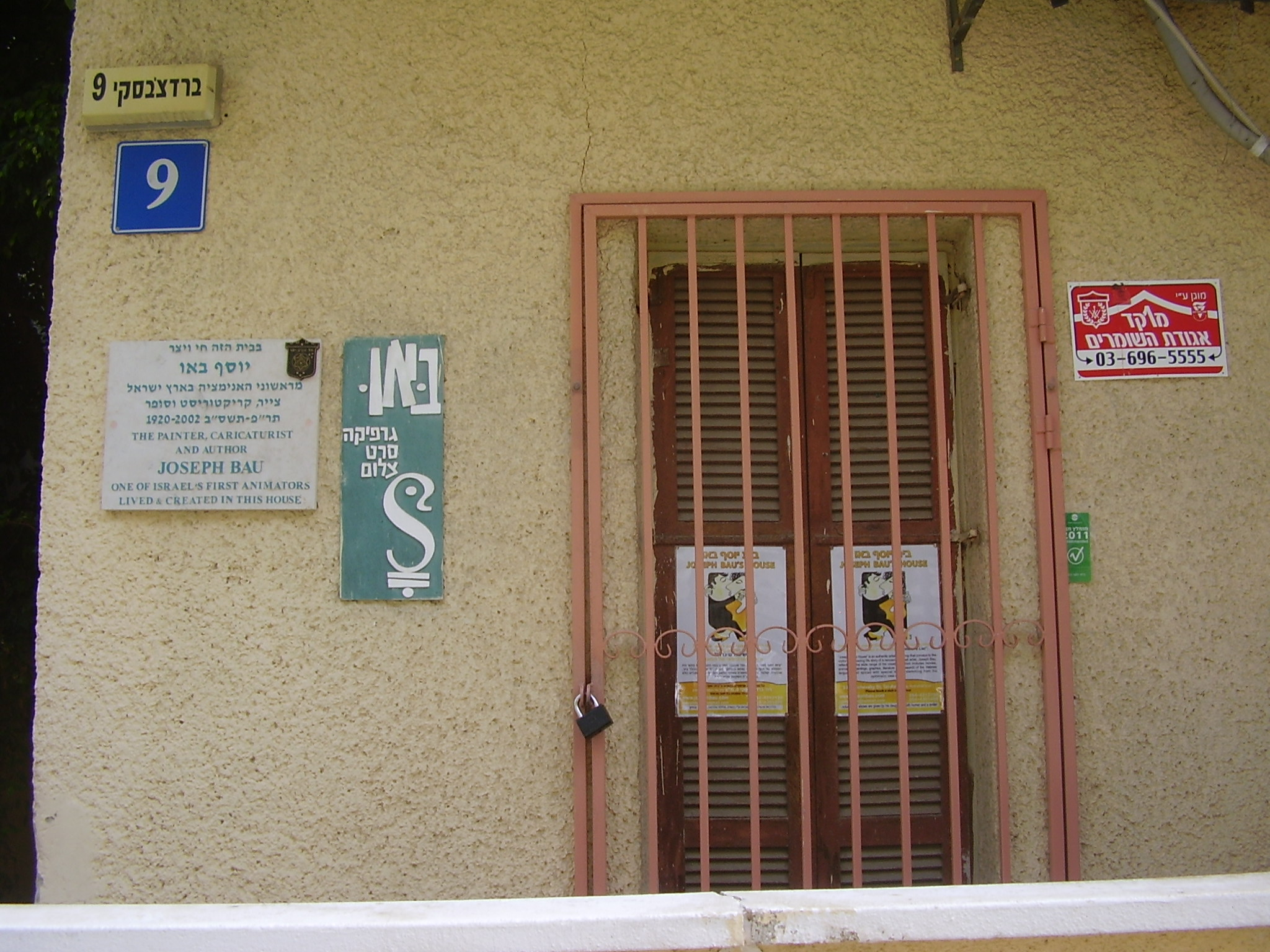
Музей Иосифа Бау, Тель-Авив, Израиль

Иосиф Бау (יוסף באו, Josef Bau, 3 июня 1920 года, Краков, Польша — 26 мая 2002 года, Тель-Авив, Израиль) — израильский художник, фотограф, поэт и прозаик, писавший на польском языке. Бывший узник концентрационного лагеря Плашов, написавший воспоминания об этом лагере.

## Биография
Иосиф Бау родился 3 июня 1920 года в Кракове в еврейской семье Абрахама и Цили Бау. С 1938 года стал обучаться в Краковской школе пластических искусств. В декабре 1939 года был исключён после того, как был выпущен указ губернатора Краковского дистрикта о запрещении обучения евреев в государственных учебных заведениях. Проживая вместе с братом Марселем в краковском районе Ольша, Иосиф Бау избежал выселения в Краковское гетто. Весной 1941 года он нелегально проник в гетто, чтобы соединиться со своей семьёй. Проживал без документов в здании на площади Згоды, 1. Зарабатывал оформлением визиток, после работал художником для немецких учреждений, находящихся в гетто. Будучи членом Еврейской боевой организации, Иосиф Бау изготавливал поддельные печати и документы. По указу немецкого чиновника Вильгельма Кунде занимался составлением карты Краковского гетто, после чего был отправлен на фабрику «Optima». В 1942 году Иосиф Бау был отправлен в концентрационный лагерь Плашов, где работал в канцелярии лагеря художником. В лагере он написал сборник своих стихотворений, проиллюстрировав его своими рисунками. Здесь же он подпольно женился на Ребекке Танненбаум. Их свадьба была изображена в фильме «Список Шиндлера». Позднее он был отправлен в концентрационный лагерь Гросс-Розен, откуда был избавлен благодаря Списку Шиндлера и вывезен на территорию Чехословакии в город Брюннлиц, где он вместе с другими спасёнными Шиндлером дождался освобождения в мае 1945 года.
После окончания войны вместе с женой возвратился в Краков, где закончил прерванную войной учёбу в Краковской школе пластических искусств. Во время учёбы работал графиком и иллюстратором в периодической прессе: «Przekrój», «Żołnierz Polski» и «Szpilki».
В 1948 году опубликовал свои первые стихи на польском языке в издании «Echo Krakowa».
В 1950 году вместе с семьёй эмигрировал в Израиль. Работал художником в Институте Брандвайн в Хайфе. В 1956 году основал собственную студию в Тель-Авиве. Иосиф Бау оформил титулы почти всех израильских анимационных фильмов, выходивших в 60-е и 70-е годы XX столетия.
Был членом израильских Обществ художников и скульпторов, телевизионных и кинематографических режиссёров и Союза писателей, пишущих на польском языке.
Иосиф Бау был снят в заключительной сцене фильма «Список Шиндлера», где он кладёт камень на могилу Шиндлера.

## Творчество
- Cień przechodnia (1949);
- Zimne pozdrowienie (1971);
- Okrągły trójkąt (1976);
- Czas zbezczeszczenia (1976);
- Przymierze słów (1987).

## Память
- В Тель-Авиве находится Музей Иосифа Бау.

## Источник
- Lesław Marian Bartelski: Polscy pisarze współcześni, 1939—1991: Leksykon. Warszawa: Wydawnictwo Naukowe PWN, 1995. ISBN 83-01-11593-9.